# Hartmut Nordsieck
Hartmut Hermann Ernst Nordsieck (* 4. Januar 1940 in Berlin-Hermsdorf; † 24. Oktober 2022 in Frankfurt am Main) war ein deutscher Malakologe, Lehrer und Autor. Er wurde vor allem bekannt durch seine Erforschung der Landschneckenfamilie Clausiliidae (Schließmundschnecken).

## Werdegang
Hartmut Nordsieck wurde 1940 als zweites von fünf Kindern von Fritz Nordsieck und Hildegard Schröer-Nordsieck geboren. Gegen Ende des Zweiten Weltkrieges, der Vater war als Offizier an der Ostfront, flüchtete die Mutter mit den beiden Söhnen aus Berlin ins Rheinland, wo die Familie in Haan im Kreis Mettmann Zuflucht fand.
Hartmut Nordsieck wurde in seiner Jugend mehrfach zu Sommeraufenthalten an die Nordsee, unter anderem auf die Insel Amrum, geschickt.
Aus dieser Zeit stammt möglicherweise seine Faszination für Schnecken, für die er später auch seinen Vater, Fritz Nordsieck, begeistern konnte.
In Mettmann besuchte Nordsieck die Schule und schloss das Gymnasium 1958 mit dem Abitur ab.
In diese Zeit fiel auch eine Zusammenarbeit mit seinem Vater Fritz Nordsieck, der 1958 ein Buch mit dem Titel Meeresschnecken – Vom wunderlichen Treiben unbewußter Künstler veröffentlichte. Hartmut Nordsieck hatte für das Buch die Nomenklatur und Systematik der behandelten Arten bearbeitet.

### Studium und erste wissenschaftliche Arbeit
Von 1959 bis 1963 studierte Hartmut Nordsieck Biologie, Chemie und Geografie an der Universität Köln. Neben dem Studium war Nordsieck auch wissenschaftlich tätig: Eine erste Forschungsreise nach Italien führte 1962 zu seiner ersten wissenschaftlichen Veröffentlichung Die Chondrinen der Südalpen im Archiv für Molluskenkunde.
1963 schloss Nordsieck das Studium mit dem ersten Staatsexamen ab.

## Beruflicher Werdegang
Hartmut Nordsieck absolvierte nach Abschluss seines Studiums das Referendariat am Görres-Gymnasium in Düsseldorf, das er 1964 mit der Ernennung zum Studienassessor abschloss. Anschließend zogen er und seine Frau 1965 nach Schwenningen am Neckar  um, wo er eine Stelle als Lehrer für Biologie und Chemie am Gymnasium am Deutenberg annahm. Er unterrichtete dort bis zu seiner Pensionierung als Oberstudienrat im Jahre 2000.

## Wissenschaftlicher Werdegang
Seit seiner Erstveröffentlichung im Jahre 1962 arbeitete Nordsieck neben seiner hauptberuflichen Tätigkeit wissenschaftlich auf dem Gebiet der Landschnecken.
Neben den Roggenkornschnecken (Chondrinidae) und den Schnirkelschnecken (Helicidae) lag dabei sein Hauptaugenmerk auf der Erforschung der Schließmundschnecken (Clausiliidae), für deren Kenntnis er weltweit bekannt werden sollte. Neben einer Vielzahl wissenschaftlicher Veröffentlichungen zeichnet sich diese Zeit auch durch weitreichende Beziehungen Nordsiecks zu Forschern in einer Vielzahl von Ländern aus, die auch die Länder jenseits des damaligen Eisernen Vorhangs einschloss. Dies umfasste auch eine große Anzahl an Forschungsreisen, ebenfalls unter anderem in Länder des Warschauer Paktes.

### Wissenschaftliche Arbeit an Museen
Während seiner wissenschaftlichen Karriere fand Nordsieck schon früh Verbindung zu mehreren Museen, mit denen er lebenslang zusammenarbeiten sollte. Neben dem wissenschaftlichen Austausch stand hier die Arbeit mit den jeweiligen Molluskensammlungen im Vordergrund.
Die bedeutendste Zusammenarbeit fand dabei seit den 1960er Jahren mit dem Senckenberg-Museum in Frankfurt am Main statt. Dort wurde er 1971 zum Ehrenmitarbeiter ernannt.
Während dies zu Beginn neben seiner beruflichen Arbeit als Lehrer stattfand, setzte Nordsieck nach seiner Pensionierung 2000 seine wissenschaftliche Arbeit bis zu seinem Tode vollzeitlich am Senckenberg-Museum in Frankfurt fort. Neben dem Senckenberg-Museum in Frankfurt hatte Nordsieck auch weitreichende Beziehungen zum Löwentor-Museum in Stuttgart und dem Naturhistorischen Museum in Wien.
Seine umfangreiche Sammlung, vorwiegend von Schließmundschnecken (Clausiliidae) befindet sich heute zum Teil am Staatlichen Museum für Naturkunde in Stuttgart und zum Teil im Senckenberg-Museum in Frankfurt am Main.

### Forschungsreisen
Im Rahmen seiner wissenschaftlichen Karriere führte Nordsieck, im Allgemeinen während der Sommerferien, zahlreiche Forschungsreisen durch, um seine wissenschaftliche Arbeit durch praktische Ergebnisse zu untermauern. Diese Forschungsreisen schlossen Italien, das ehemalige Jugoslawien, Bulgarien, Ungarn, Rumänien, Österreich, Frankreich und die Türkei ein.
Neben der Sammeltätigkeit zum Beleg der Vorkommen einzelner Arten und der Beschaffung anatomischen Materials für weitere Untersuchungen pflegte er auch persönliche Kontakte zu lokalen Wissenschaftlern. Internationale Beziehungen Nordsiecks erstreckten sich auch nach China, Vietnam und Japan.

### Wissenschaftliche Gesellschaften
Hartmut Nordsieck war seit den 1960er Jahren Mitglied der Deutschen Malakozoologischen Gesellschaft. In dieser Zeit nahm er an einer Vielzahl wissenschaftlicher Tagungen und Exkursionen teil und hielt eine Vielzahl wissenschaftlicher Vorträge im Rahmen der Tagungen der Gesellschaft.
Der größte Teil seiner über 160 wissenschaftlichen Ergebnisse wurde entweder in den Mitteilungen der Deutschen Malakozoologischen Gesellschaft oder Archiv für Molluskenkunde veröffentlicht, sowie gelegentlich in den Fachjournalen Conchylia (Club Conchylia) und Heldia (Friedrich-Held-Gesellschaft).

## Privatleben
Hartmut Nordsieck hatte vier Geschwister, unter anderem den Juristen und Theologen Reinhard Nordsieck (1937–2021).
1965 heirateten Hartmut Nordsieck und Hiltrud Heubes. Aus der Ehe, die bis zur Scheidung 1992 andauerte, gingen drei Kinder hervor.
In den 1990er Jahren lernte Hartmut Nordsieck Sigrid Hof im Senckenberg-Museum in Frankfurt kennen, mit der er bis zu seinem Tode 2022 in einer Partnerschaft zusammenlebte, aus der ein Sohn (* 2002) hervorging.

## Auszeichnungen
Hartmut Nordsieck ist Träger der Eisernen Medaille der Senckenberg Gesellschaft für Naturforschung.

## Veröffentlichungen
- Worldwide Door Snails (Clausiliidae), recent and fossil. ConchBooks, Harxheim 2007, ISBN 978-3-939767-07-7
- News on Chinese door snails : three contributions to the systematics and taxonomy of Chinese Clausiliidae. ConchBooks, Harxheim 2012, ISBN 978-3-939767-46-6
- Pulmonata, Stylommatophora, Helicoidea : systematics with comments. ConchBooks, Harxheim 2017, ISBN 978-3-939767-81-7
- Taxonomic important shell characters of Asiatic Phaedusinae (Gastropoda, Stylommatophora, Clausiliidae). ConchBooks, Harxheim 2021, ISBN 978-3-948603-20-5